# Aspendos

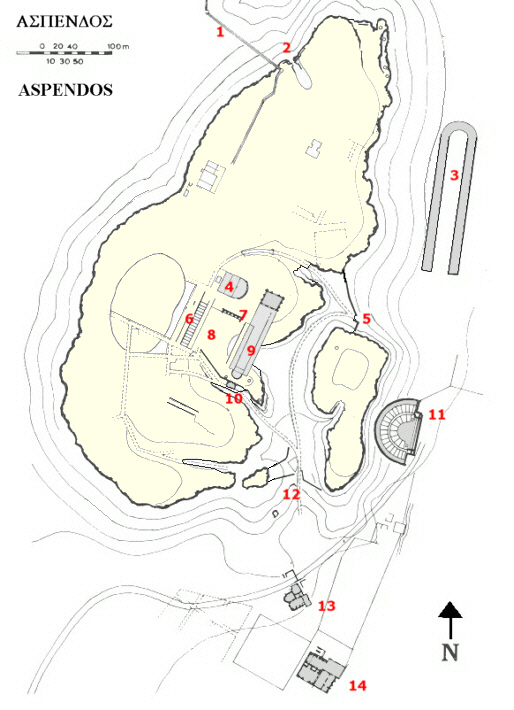
Clădirile antice din Aspendos: 1.Apeductul, 2.Poarta de nord, 3.Stadionul, 4.Bouleuterion, 5.Poarta de est, 6.Piaţa, 7.Nymphaion, 8.Agora, 9.Basilica, 10.Exedra, 11.Teatrul, 12.Poarta de sud, 13.Termele, 14.Gymnasion

Aspendos a fost un oraș antic din Pamfilia (Turcia), lângă satul Büyükbelkiz, la aproximativ 5 km est de Serik și 46 km est de Antalya.

## Descriere
Orașul nu este încă excavat. 
Toate clădirile impozante datează din perioada romană (secolele al II-lea și al III-lea d.C.), când Aspendos era un important centru comercial pamfilian.
O rezolvare ingenioasă au găsit romanii la apeductele care traversau zone cu relief dificil. Așa este cazul apeductului din Aspendos, care  traversa o vale adȃncă. Apa curgea abrupt printr-un apeduct de la o cotă mai înaltă spre vale, de unde era condusă mai departe printr-un apeduct care urca versantul opus (la o cotă mai mică) pe principiul vaselor comunicante, de unde era condusă în continuare spre Aspendos.

## Galerie de imagini

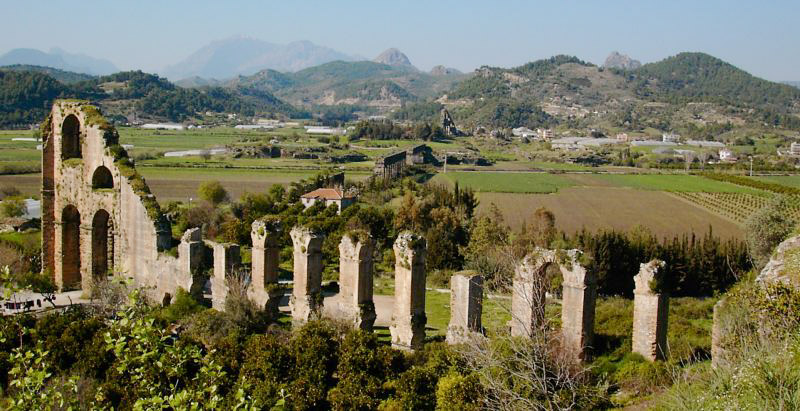
Ruinele apeductului roman
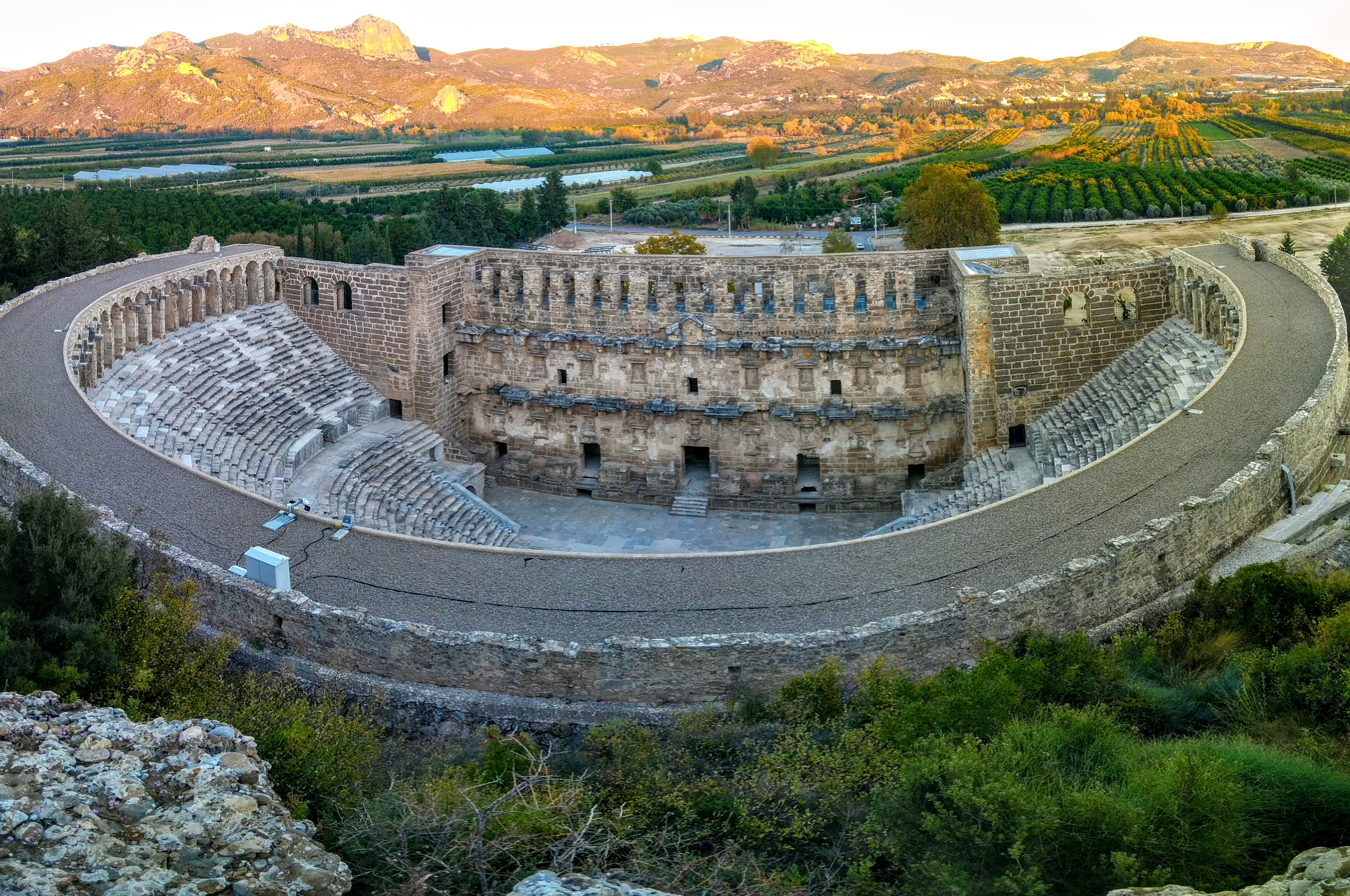
Teatrul antic
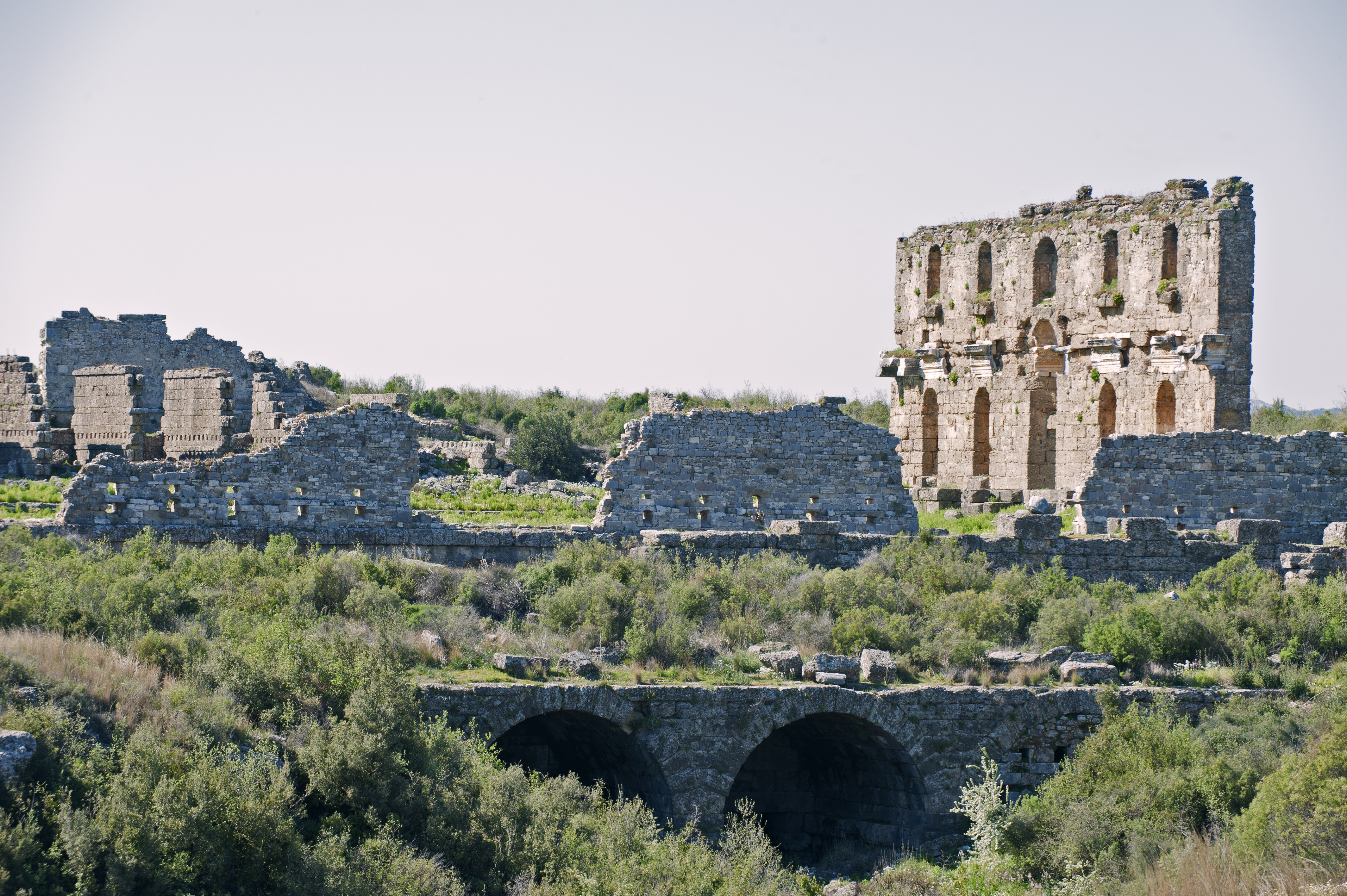
Basilica, Nymphaion şi Piaţa
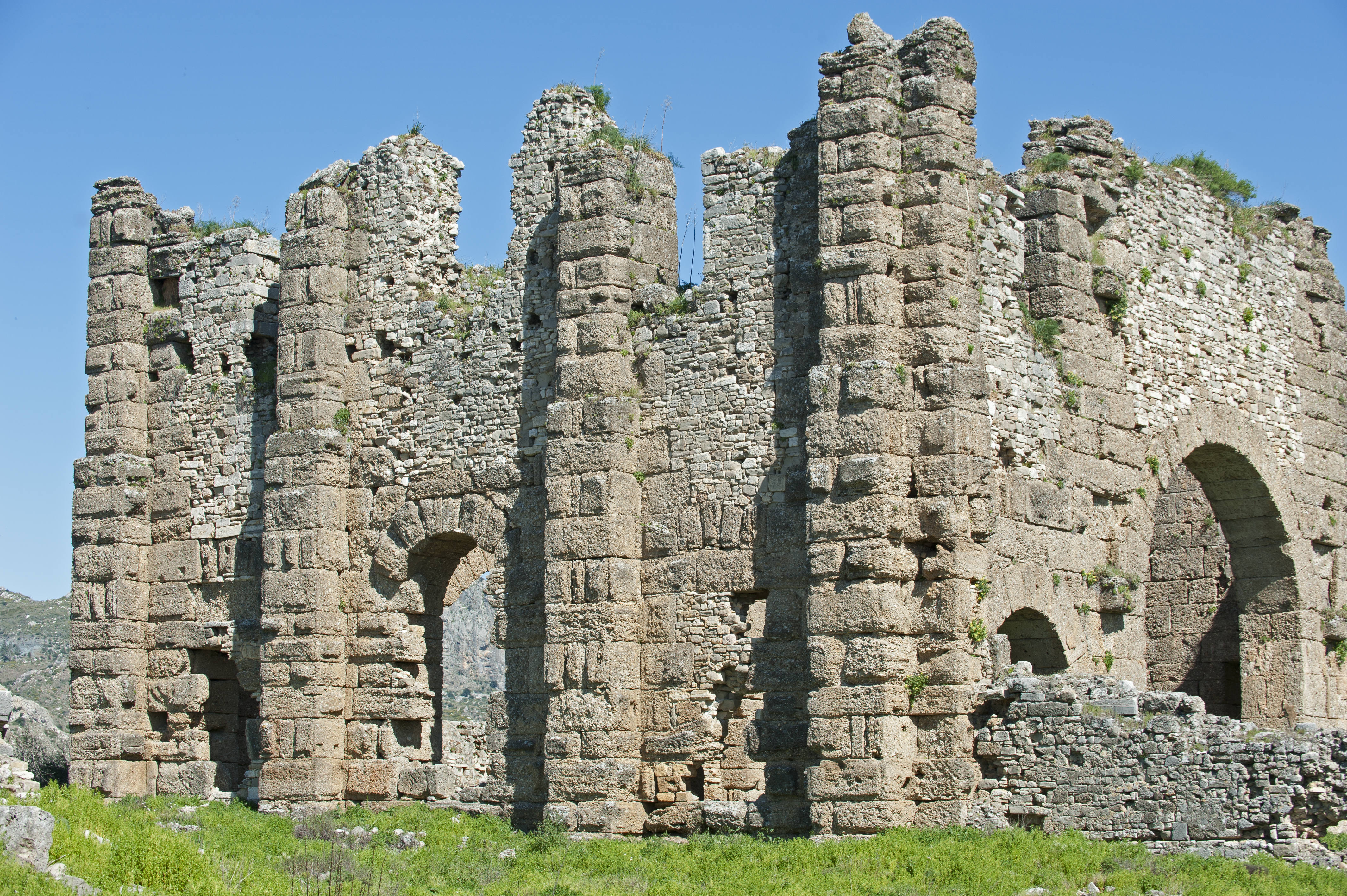
Basilica
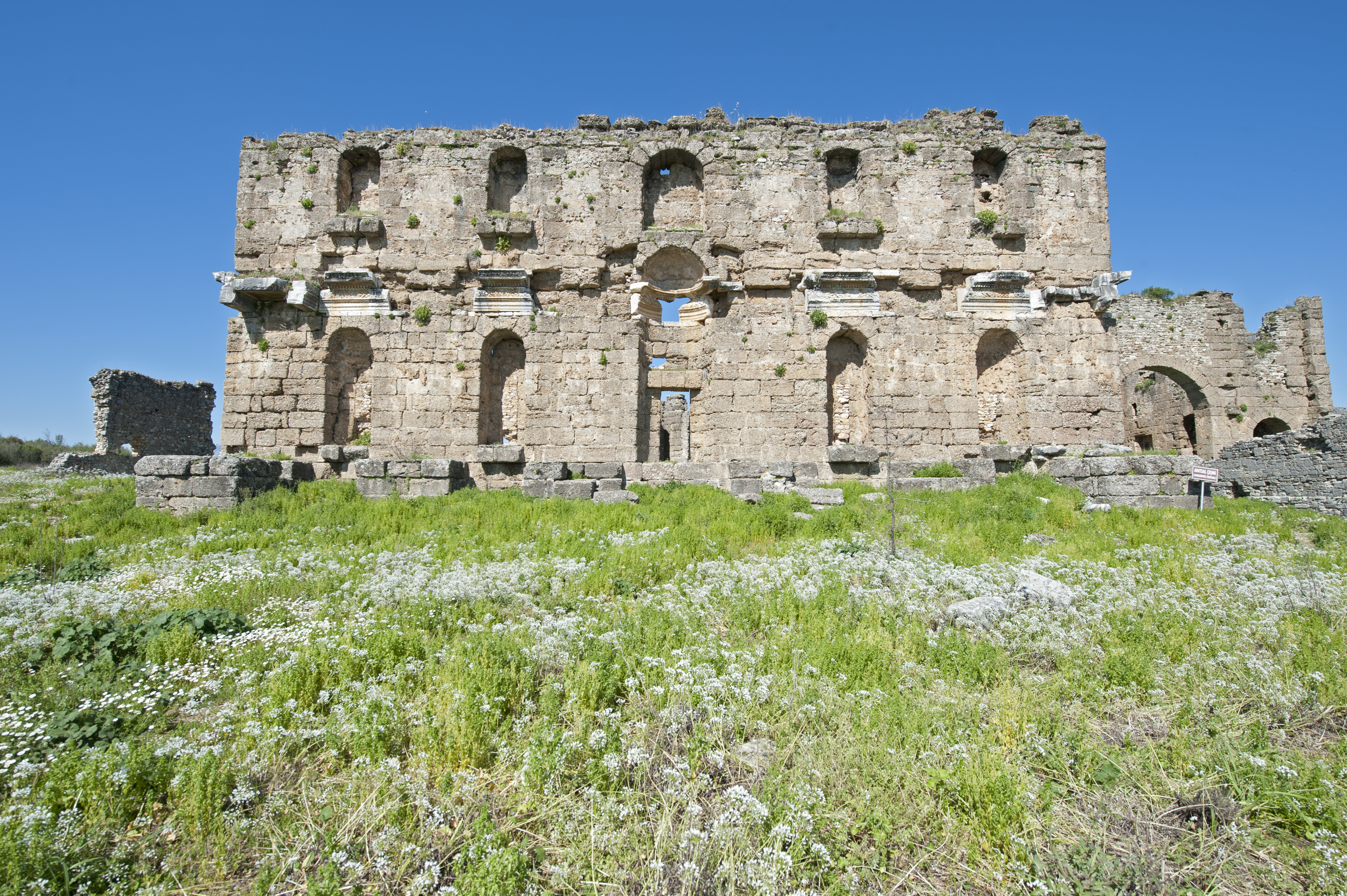
Nymphaion